# ياهو! أنسرز
ياهو! أنسرز (بالإنجليزية: Yahoo! Answers)‏ هو موقع أطلقته ياهو! في 13 ديسمبر 2005 يتم فيه طرح الأسئلة والإجابة على أسئلة المستخدمين الآخرين.
في نوفمبر 2006 بلغ عدد الإجابات في الموقع 65 مليون إجابة و7 مليون سؤال.
في 5 أبريل 2021، ظهرت ياهو! وأعلنت أن موقع ياهو! أنسرز سيتم إغلاقه. في 20 أبريل 2021، تحول موقع ياهو! أنسرز إلى وضع القراءة فقط ولم يعد المستخدمون قادرين على طرح الأسئلة أو الإجابة عليها. توقف الموقع عن العمل في 4 مايو 2021.

## طبيعة الموقع
ويحتوي الموقع على أقسام عديدة متنوعة، وكل قسم يحتوي على أقسام فرعية، وبعض هذه الأقسام الفرعية تحتوي على أقسام تنحدر منها أيضاً.
و يسمح الموقع بالتبليغ عن أي سؤال أو إجابة تعتبر مخالفة، وفي حال تم الإبلاغ عن الإجابة أو السؤال عدة مرات يتم حذفهم من قبل إدارة الموقع.

## شروط الموقع
ومن شروط طرح سؤال : 1- أن يكون في صيغة سؤال وليس دردشة.
2-وأن لايحمل إهانة أو وقاحة أو ما شابه.
ومن شروط كتابة إجابة: 1
-عدم الإجابة ب :«تستطيع البحث عن هذا في جوجل» لأن ياهو مكان لتحصيل الإجابات.
2- أن لا تحمل الإجابة إهانة أو وقاحة أو ما شابه.

## بعض الأنظمة
نظام النقاط في ياهوانسرز :
التسجيل في ياهو انسرز> +100 نقطة.
الإجابة عن سؤال> + نقطتين.
طرح سؤال> - 5 نقاط.
اختيار أفضل إجابة> + 3 نقاط.
ترشيح أفضل إجابة> + نقطة.
استلام إعجاب> + 1 نقطة
اختيار إجابتك كأفضل إجابة> + 10 نقاط.
عدم ترشيح أفضل إجابة لسؤالك> + 5 نقاط.
دخول ياهو انسرز> + نقطة (في اليوم).